# Fosfato de alta energía
El término fosfato de alta energía puede tener varios significados; puede referirse directamente a un enlace fosfato-fosfato formado cuando se generan compuestos como la adenosina difosfato o la adenosina trifosfato, o puede referirse a un compuesto que contiene estos enlaces, tales como los nucleósidos difosfato y trifosfato, y a aquellos compuestos que almacenan alta energía en el músculo, los fosfágenos. Cuando se habla del conjunto o pool de fosfatos de alta energía en la célula, se hace referencia al total de compuestos con estos enlaces de alta energía. Muchos compuestos orgánicos con el grupo fosfato, tales como los azúcares fosfato, también se denominan compuestos fosfatados de alta energía (por ejemplo, el fosfoenolpiruvato o el 1,3-bisfosfoglicerato).
En realidad hay que entender que el término "enlace de alta energía", cuando se refiere a estos enlaces fosfato es un poco equívoco, porque el delta negativo en la energía libre no se debe directamente a la ruptura de estos enlaces, sino a toda la reacción química en conjunto. La ruptura de estos enlaces, como la ruptura de la mayoría de los enlaces, es un proceso endergónico y consume energía en vez de liberarla. Lo que ocurre es que el cambio negativo en la energía libre de Gibbs se debe a que los enlaces formados luego del proceso de hidrólisis (o fosforilación de un residuo por una molécula de ATP) poseen una energía menor a los que estaban presentes antes de la hidrólisis. Esto incluye a todos los enlaces implicados en la reacción, no solo a los enlaces fosfato. Este efecto se debe a diversos factores entre los que se incluyen una estabilización por resonancia y a la solvatación de los productos en relación con los reactivos.
Los enlaces fosfato de alta energía son enlaces pirofosfato, llamados también enlaces anhídrido (o fosfoanhídrido); formados por la captación de derivados del ácido fosfórico. Como consecuencia la hidrólisis de estos enlaces es exergónica en condiciones fisiológicas, liberando energía.
| Reacción               | ΔG [kJ/mol] |
| ---------------------- | ----------- |
| ATP + H 2O → ADP + P i | -30,5       |
| ADP + H 2O → AMP + P i | -30,5       |
| ATP + H 2O → AMP + P i | -40,6       |
| P i + H 2O → 2 P i     | -31,8       |
| AMP + H 2O → A + P i   | -12,6       |

Excepto en el caso del PP
i → 2 P
i, estas reacciones, en general, no se producen libremente en las células, sino que están acopladas a otros procesos que precisan energía. Así, las reacciones de los fosfatos de alta energía pueden:
- proporcionar energía a procesos celulares, permitiendo que funcionen
- acoplar procesos a un nucleósido particular, permitiendo el control del proceso
- impulsar una reacción fuera de su punto de equilibrio (impulsarla hacia la derecha) o promover una de las direcciones de reacción más rápidamente de lo que la reacción equilibrante puede compensar.

Una única excepción resulta valiosa, porque permite que por medio de un a única hidrólisis de ATP, en una reacción de tipo ATP + H
2O → AMP + PP
i,  e genere la energía de la hidrólisis de dos enlaces de alta energía; al hidrolizarse PP
i el en una reacción separada. El AMP se regenera hacia ATP en dos etapas, primero con la reacción de equilibrio ATP + AMP  2ADP, seguida de la regeneración de ATP por los medios habituales, tales como la fosforilación oxidativa u otras vías de producción de energía, como la glucólisis.
A menudo los enlaces fosfato de alta energía se dibujan utilizando el carácter '~'. Con esta notación el ATP se escribiría A-P~P~P. Esta notación fue inventada por Fritz Albert Lipmann, que fue el primero en proponer que el ATP era la principal molécula de transferencia de energía de la célula, en 1941. Esta notación enfatiza la naturaleza especial de estos enlaces. L. Stryer indica sobre ellos lo siguiente: 

El ATP es llamado a menudo compuesto de alta energía y sus enlaces fosfoanhídrido se denominan enlaces de alta energía. No existe nada de especial en estos enlaces como tales. Son enlaces de alta energía en el sentido de que entregan energía libre cuando son hidrolizados, por las razones antes indicadas. El término de Lipmann “enlace de alta energía” y su símbolo ~P (virgulilla P) para un compuesto que tenga un alto potencial de transferencia de grupo fosfato son notaciones gráficas, concisas y útiles. De hecho, el garabato de Lipmann estimuló el interés en la bioenergética.